# 久喜郵便局
久喜郵便局（くきゆうびんきょく）
- 埼玉県久喜市にある郵便局。本記事にて記述する。

久喜簡易郵便局（くきかんいゆうびんきょく）
- 岩手県久慈市にある簡易郵便局。局番号は83819。

久喜郵便局（くきゆうびんきょく）は、埼玉県久喜市にある郵便局。民営化前の分類では集配普通郵便局であった。

## 概要
住所：〒346-8799 埼玉県久喜市本町3-17-1

### 併設施設
- ゆうちょ銀行久喜店（さいたま支店久喜出張所）：取扱店番号030090

## 沿革
- 1872年8月4日（明治5年7月1日） - 久喜郵便取扱所として開設[1]。
- 1873年（明治6年） - 久喜郵便役所となる[1]。
- 1875年（明治8年）1月1日 - 久喜郵便局（四等）となる[1]。
- 1880年（明治13年）8月2日 - 為替取扱を開始[1]。
- 1881年（明治14年）3月1日 - 貯金取扱を開始[1]。
- 1897年（明治30年）3月1日 - 久喜郵便電信局となる[1]。
- 1903年（明治36年）4月1日 - 通信官署官制の施行に伴い久喜郵便局となる[1]。
- 1949年（昭和24年）4月30日 - 久喜町大字久喜新378番地の5に移転。
- 1956年（昭和31年）4月1日 - 電話通話事務を除く電気通信業務の取扱を久喜電報電話局に移管[2]。
- 1956年（昭和31年）9月1日 - 和文電報受付事務の取扱を開始。
- 1964年（昭和39年）11月16日 - 特定郵便局から普通郵便局に局種別改定。
- 1973年（昭和48年）5月19日 - 久喜市中央三丁目から同市本町三丁目17番に移転。
- 1998年（平成10年）9月1日 - 外国通貨の両替および旅行小切手の売買に関する業務取扱を開始
- 2006年（平成18年）3月27日 - 白岡郵便局から集配業務を移管[3]。
- 2007年（平成19年）3月19日 - 菖蒲郵便局および鷲宮郵便局から集配業務を移管[4]。
- 2007年（平成19年）10月1日 - 民営化に伴い、併設された郵便事業久喜支店、ゆうちょ銀行久喜店に一部業務を移管。
- 2011年（平成23年）9月30日 - ゆうゆう窓口の営業時間が24時間から平日・土曜は8時から20時まで、日曜・祝日は9時から15時までに変更。
- 2012年（平成24年）10月1日 - 日本郵便株式会社発足に伴い、郵便事業久喜支店を久喜郵便局に統合。

## 取扱内容

### 久喜郵便局
- 郵便、印紙、ゆうパック、内容証明
- 生命保険、バイク自賠責保険、自動車保険
- 久喜市（旧・久喜市、北葛飾郡鷲宮町および南埼玉郡菖蒲町）[5]内および白岡市内の集配業務
- ゆうゆう窓口

### ゆうちょ銀行久喜店
- 貯金、貸付、為替、振替、振込、国際送金、外貨両替、国債、投資信託、変額年金保険
- ATM

## 周辺
- 埼玉県立久喜高等学校
- 久喜市立久喜中学校
- 久喜警察署
- 埼玉東部消防組合消防本部・久喜消防署

## アクセス
- 東日本旅客鉄道（JR東日本）宇都宮線（東北本線）、東武伊勢崎線 久喜駅（西口）から徒歩約18分
- 朝日バス 中学校入口停留所下車
- 大和観光バス 本町一丁目停留所下車
- 久喜市内循環バス 久喜郵便局前停留所下車
- 東北自動車道 久喜ICから北東へ約1.5 km
- 駐車場あり：16台